# 12º Corpo corazzato delle guardie
Il 12º Corpo corazzato delle guardie (in russo 12-й гвардейский танковый корпус?, 12-j gvardejskij tankovyj korpus) fu una formazione dell'Armata Rossa che partecipò con successo a numerose grandi battaglie durante la campagna sul Fronte orientale della seconda guerra mondiale. Alle dipendenze della 2ª Armata corazzata delle guardie, terminò la guerra partecipando alla battaglia di Berlino e i suoi carri armati raggiunsero il Tiergarten, la Siegessäule e la Porta di Brandeburgo, proprio al centro della capitale tedesca.
L'unità corazzata era stata costituita nel giugno 1942 con la denominazione di 16º Corpo corazzato e venne impiegata per la prima volta nell'estate 1942 al fronte di Stalingrado per contrattaccare da nord le punte corazzate tedesche che avevano raggiunto la periferia settentrionale della grande città sul Volga. Dopo l'infelice inizio il 16º Corpo corazzato ottenne una serie di vittorie e si distinse per capacità offensiva e combattività, ricevendo il titolo di unità delle guardie il 20 novembre 1944.
Dopo la vittoria venne trasformato in 12ª Divisione corazzata delle guardie e rimase schierato nel Gruppo di forze sovietiche in Germania alle dipendenze della 3ª Armata d'assalto, costituendo nel lungo periodo della Guerra fredda una delle unità di punta dell'Armata Rossa pronta a passare all'offensiva in Bassa Sassonia in caso di conflitto con la NATO.

## Storia

### Il 16º Corpo corazzato
Il 16º Corpo corazzato venne costituito nel giugno 1942 a partire da quadri e reparti dei Distretti militari di Mosca e del Volga in una situazione di grande urgenza di fronte agli sviluppi inizialmente catastrofici della offensiva generale tedesca nel settore centro-meridionale del Fronte orientale. La nuova formazione corazzata, costituita con un coacervo di carri armati pesanti KV-1, carri leggeri T-60 e inefficaci carri britannici Matilda, venne inizialmente assegnata, insieme ad altre unità meccanizzate appena formate, al Fronte di Brjansk che sembrava l'obiettivo dell'attacco principale dell'offensiva nemica, ma i primi contrattacchi delle nuove riserve corazzate sovietiche si conclusero con pesanti sconfitte di fronte alle moderne Panzer-Division tedesche.
Dopo questi primi insuccessi, il 16º Corpo corazzato venne precipitosamente trasferito più a sud e assegnato nell'agosto 1942 alla 1ª Armata delle guardie incaricata di contrattaccare sul fianco le unità corazzate del generale Hans-Valentin Hube che avevano raggiunto la periferia settentrionale di Stalingrado. Le unità corazzate del 16º Corpo corazzato, ancora inesperte e male equipaggiate, furono quindi impegnate in una lunga serie di inefficaci attacchi allo scoperto che, di fronte ai cannoni anticarro tedeschi, costarono pesanti perdite e non ottennero alcun risultato. I terreni nel corridoio tra il Volga e il Don divennero un cimitero di carri armati sovietici distrutti e anche il 16º Corpo corazzato venne decimato e ritirato per essere riequipaggiato. Il 16º Corpo corazzato prese parte alla successiva operazione Urano, assegnato al Fronte del Don del generale Konstantin Rokossovskij, e ottenne qualche successo contribuendo alla gigantesca manovra a tenaglia che avrebbe segnato il destino della 6ª Armata tedesca, ma durante queste operazioni vittoriose subì ancora forti perdite e a dicembre 1942 venne nuovamente ritirato nelle retrovie.
Il 13 gennaio 1943 lo Stavka costituì ufficialmente, nel quadro del vasto programma di potenziamento e riorganizzazione delle forze corazzate sovietiche, la nuova 2ª Armata corazzata e il 16º Corpo corazzato entrò a far parte di questa grande unità mobile insieme all’11º Corpo corazzato e a varie unità di supporto. La 2ª Armata corazzata era stata assegnata al Fronte Centrale del generale Rokossovskij e a febbraio 1943, dopo una affrettata preparazione e una marcia forzata di 270 chilometri, partecipò all'offensiva in direzione di Brjansk e Smolensk. Le operazioni, dopo un inizio promettente, tuttavia non raggiunsero risultati conclusivi; le unità corazzate sovietiche, intralciate da difficoltà logistiche e dal rigido clima invernale, vennero contraste dalla resistenza delle truppe tedesche e ben presto dovettero battere in ritirata, l'offensiva venne sospesa e il 16° Cropo carri come le altre formazioni della 2ª Armata corazzata, venne ritirato nelle retrovie in preparazione della prossima campagna d'estate. L'armata corazzata rimase assegnata al Fronte del generale Rokossvoskij come riserva mobile operativa schierata nel lato settentrionale del famoso saliente di Kursk.
Nella successiva battaglia di Kursk del luglio 1943, il 16º Corpo corazzato, sempre dipendente dalla 2ª Armata corazzata e riequipaggiato con i moderni carri T-34 partecipò agli intensi combattimenti difensivi della prima fase e contrattaccò con qualche successo le Panzer-Division tedesche del generale Walter Model. Nelle successive offensive dell'estate-autunno 1943 il 16º Corpo fu continuamente in combattimento: dopo aver partecipato all'attacco concentrico su Orël, i carri armati sovietici proseguirono fino alla linea del fiume Dniepr prima di essere trasferiti nel settore meridionale del Fronte orientale in vista delle grandi battaglie dell'inverno 1944. In questa occasione il 16º Corpo corazzato e l'intera 2ª Armata corazzata furono assegnati prima al 1° Fronte ucraino del generale Nikolaj Vatutin con il quale parteciparono alla sanguinosa battaglia della sacca di Korsun' e quindi al 2° Fronte ucraino del maresciallo Ivan Konev e furono una delle unità corazzate di punta della famosa guerra lampo del fango del marzo-aprile 1944.
Dopo i successi della campagna di primavera 1944, il 16º Corpo corazzato e l'intera 2ª Armata corazzata vennero trasferiti nel settore centrale del Fronte orientale e assegnati al 1º Fronte Bielorusso del generale Konstantin Rokossovskij che era impegnato nei preparativi per la grande offensiva estiva per liberare la Bielorussia. Il 16º Corpo corazzato, completamente quipaggiato con carri T-34/85, non partecipò direttamente all'operazione Bagration ma fu invece una delle formazioni di punta della successiva offensiva Lublino-Brest in cui la 2ª Armata corazzata svolse un ruolo decisivo. Il 16º Corpo avanzò subito in profondità e partecipò alla liberazione di Lublino il 23 luglio 1944 e alla successiva marcia verso la Vistola fino alle porte di Varsavia. A questo punto le unità della 2ª Armata corazzata furono violentemente contrattaccate dalle riserve meccanizzate tedesche; in particolare il 3º Corpo corazzato si trovò in difficoltà il 3 agosto e dovette ripiegare, mentre anche il 16º Corpo corazzato dovette passare sulla difensiva rinunciando a proseguire oltre la Vistola. Dopo queste battaglie, le prestazioni complessive delle formazioni della 2ª Armata corazzata vennero ritenute eccellenti e tutte ricevettero il titolo onorifico di unità delle guardie; il 21 novembre 1944 il 16º Corpo corazzato quindi divenne il 12º Corpo corazzato delle guardie.

### Il 12º Corpo corazzato delle guardie
Il 12º Corpo corazzato rimase assegnato alla 2ª Armata corazzata delle guardie, venne rinforzato con un reggimento di carri pesanti JS II, e prese parte nel gennaio 1945 alla grande offensiva generale sovietica Vistola-Oder che travolse le linee tedesche e aprì la strada per il cuore della Germania. Il 12° delle guardie avanzò con grande rapidità dopo lo sfondamento iniziale e in pochi giorni fu una delle prime unità sovietiche a raggiungere il fiume Oder; in questa fase dei combattimenti la formazione corazzata fu in azione accanto ai reparti della 8ª Armata delle guardie che avevano costituito una prima testa di ponte a ovest del fiume in direzione di Berlino. Dopo l'arresto dell'offensiva sull'Oder, il 12º Corpo corazzato delle guardie tornò alle dipendenze della 2ª Armata corazzata delle guardie e combatté nella difficile campagna in Pomerania per distruggere il raggruppamento tedesco che minacciava sul fianco le forze sovietiche principali. Dopo il completamento di queste operazioni dal 1 aprile 1945 l'intera 2ª Armata corazzata delle guardie, compreso il 12º Corpo corazzato delle guardie, si allineò sulla linea dell'Oder in preparazione della decisiva offensiva verso Berlino.

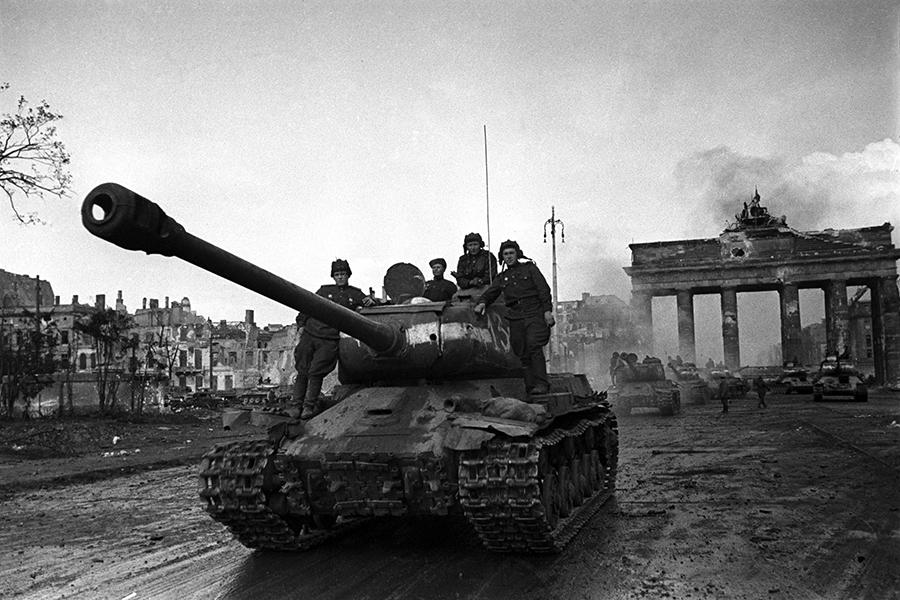
Colonna di carri pesanti JS II del 12º Corpo corazzato delle guardie davanti alla Porta di Brandeburgo al termine della battaglia di Berlino.

L'operazione Berlino ebbe inizio il 16 aprile 1945 con l'attacco a partire dalla testa di ponte di Küstrin, il 12º Corpo corazzato venne impiegato fin dal primo giorno secondo gli ordini del maresciallo Žukov che per accelerare l'avanzata richiese l'intervento delle sue armate corazzate ancor prima di avere completato lo sfondamento delle linee tedesche. La battaglia sulla linea dell'Oder fu molto difficile e solo dopo tre giorni di pesanti combattimenti le armate corazzate poterono avanzare in campo aperto. Il 12º Corpo corazzato delle guardie marciò verso ovest e aggirò da nord la capitale tedesca; quindi su ordine dell'alto comando sovietico partecipò ai duri combattimenti dentro l'area urbana settentrionale di Berlino, passando sotto il controllo tattico della 3ª Armata d'assalto che puntava sul Palazzo del Reichstag. I carristi del 12º Corpo corazzato delle guardie combatterono duramente nelle strade di Berlino, raggiunsero il 30 aprile il Tiergarten da nord, si congiunsero con le unità della 8ª Armata delle guardie che provenivano da sud e conclusero vittoriosamente la guerra all'inizio di maggio arrivando alla Porta di Brandeburgo dove entrarono in contatto con i mezzi corazzati del 11º Corpo corazzato.
Dopo la vittoria il 12º Corpo corazzato delle guardie rimase sul territorio tedesco orientale a disposizione del Gruppo di forze sovietiche in Germania e prese la nuova denominazione di 12ª Divisione corazzata delle guardie. Inserito nell'ordine di battaglia della 3ª Armata d'assalto, che era l'unità sovietica più potente in Germania, per tutto il periodo della Guerra fredda costituì una delle unità di punta dell'Armata Rossa pronta a passare all'offensiva in Bassa Sassonia in caso di conflitto con la NATO.
La 12ª Divisione corazzata delle guardie venne richiamata in patria insieme a tutte le altre forze sovietiche al termine della Guerra fredda e venne ufficialmente sciolta nel 1991.

## Ordine di battaglia
1942: Operazione Blu (16º Corpo corazzato)
- Quartier generale
- 107. Brigata corazzata
  - 307º battaglione carri
  - 308º battaglione corazzato
  - 107º battaglione fucilieri motorizzato
- 109. Brigata corazzata
  - 309º battaglione corazzato
  - 310º battaglione corazzato
  - 109º battaglione fucilieri motorizzato
- 164. Brigata corazzata
  - 360º battaglione corazzato
  - 361º battaglione corazzato
  - 164º battaglione fucilieri motorizzato
- 15. Brigata motorizzata
  - I battaglione fucilieri
  - II battaglione fucilieri
  - III battaglione fucilieri

1943 e 1944: Battaglia di Kursk e Offensiva Lublino-Brest (16º Corpo corazzato)
- Quartier generale
- 107. Brigata corazzata
  - 307º battaglione corazzato
  - 308º battaglione corazzato
  - 107º battaglione fucilieri motorizzato
- 109. Brigata corazzata
  - 309º battaglione corazzato
  - 310º battaglione corazzato
  - 109º battaglione fucilieri motorizzato
- 164. Brigata corazzata
  - 360º battaglione corazzato
  - 361º battaglione corazzato
  - 164º battaglione fucilieri motorizzato
- 15. Brigata motorizzata
  - I battaglione fucilieri motorizzato
  - II battaglione fucilieri motorizzato
  - III battaglione fucilieri motorizzato
- 1441º reggimento cannoni semoventi (SU-122, a giugno 1944 sostituiti con SU-85)
- 604º reggimento anticarro
- 729º battaglione anticarro
- 226º reggimento mortai
- 89º battaglione mortai delle guardie (razzi Katjusa)
- 51º battaglione motociclisti
- 205º battaglione logistico
  - nel settembre 1943 fu aggiunto:
- 1721º reggimento antiaereo
  - nel giugno 1944 furono aggiunti:
- 1239º reggimento semoventi (SU-76)
- 6º reggimento carri pesanti delle guardie (IS-II)

1945: Offensiva Vistola-Oder e Battaglia di Berlino (12º Corpo corazzato delle guardie)
- Quartier generale
- 48. Brigata corazzata delle guardie (ex-109. Brigata corazzata)
  - I battaglione carri
  - II battaglione corazzato
  - III battaglione corazzato
  - 48. battaglione fucilieri motorizzato delle guardie
- 49. Brigata corazzata delle guardie (ex-107. Brigata corazzata)
  - I battaglione corazzato
  - II battaglione corazzato
  - III battaglione corazzato
  - 49. battaglione fucilieri motorizzato delle guardie
- 66. Brigata corazzata delle guardie (ex-164. Brigata corazzata)
  - I battaglione corazzato
  - II battaglione corazzato
  - III battaglione corazzato
  - 66. battaglione fucilieri motorizzato delle guardie
- 34. Brigata motorizzata delle guardie (ex-15. Brigata motorizzata)
  - I battaglione fucilieri motorizzato
  - II battaglione fucilieri motorizzato
  - I battaglione mitraglieri
- 79º reggimento carri pesanti delle guardie (IS-II)
- 387º reggimento cannoni semoventi delle guardie (SU-100)
- 393º reggimento cannoni semoventi delle guardie (SU-76)
- 283º reggimento artiglieria leggera delle guardie
- 226º reggimento mortai delle guardie
- 75º reggimento antiaereo delle guardie
- 89º battaglione mortai delle guardie (razzi Katjusa)
- 18º battaglione motociclisti delle guardie
- 136º battaglione del genio delle guardie
- 186º battaglione trasmissioni delle guardie

## Comandanti
- maggior generale Michail Ivanovič Pavelkin dal 06.01.1942 al 14.09.1942 (16º Corpo corazzato)
- maggior generale Aleksej Gavrilovič Maslov dal 14.09.1942 al 24.02.1943
- maggior generale Vasilij Efimovič Grigoreev dal 24.02.1943 al 18.10.1943
- maggior generale Konstantin Vasilevič Skornjakov dal 18.10.1943 al 12.03.1944
- maggior generale Ivan Vasilevič Dubovoi dal 12.03.1944 al 08.10.1944
- maggior generale Nikolaj Matveevič Teljakov dal 08.10.1944 al 20.11.1944
- maggior generale Nikolaj Matveevič Teljakov dal 20.11.1944 al 26.04.1945 (12º Corpo corazzato delle guardie)
- maggior generale Michail Federovič Salmikov dal 26.04.1945 al 07.1945